# بینایی

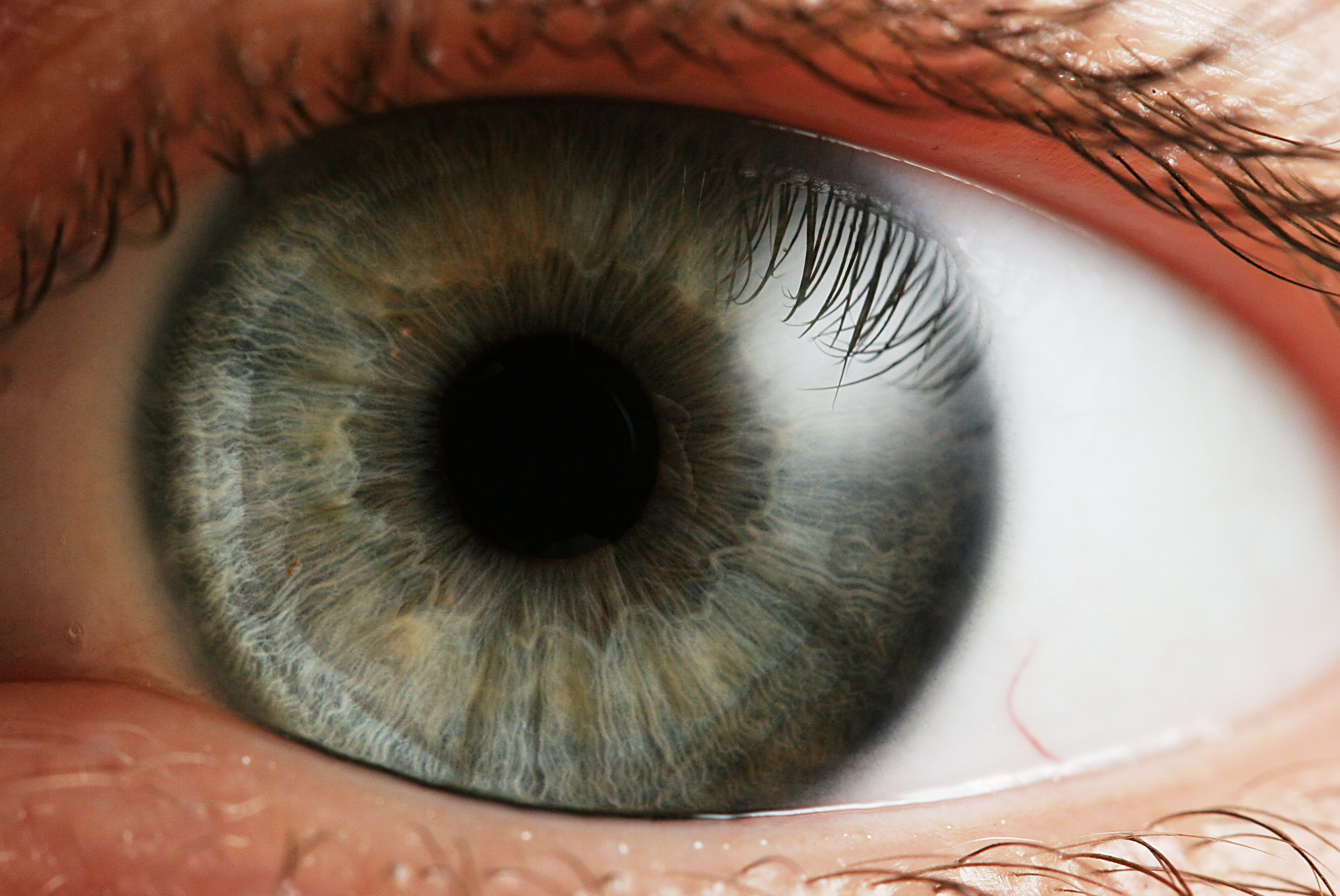
چشم انسان

بینایی یک دستگاه حسی از حواس پنج‌گانه است که توانایی درک و تفسیر محیط اطراف را با استفاده از نور مرئی منعکس شده از اجسام را دارد. اجزای مختلف فیزیولوژیکی دخیل در بینایی به صورت جمعی به عنوان دستگاه بینایی شناخته می‌شوند. بینایی یکی از حواس پنج‌گانه است.

## سازوکار بینایی
نور از قرنیه عبور کرده و از مایع زلالیه، عدسی چشم و زجاجیه گذشته و به شبکیه می‌رسد. قرنیه و عدسی باعث ایجاد تصویر اشیاء بر روی شبکیه می‌شوند. قطر مردمک توسط انقباض و انبساط عضلات شعاعی و حلقوی موجود در عنبیه تغییر کرده و مقدار نور وارد شده به چشم تنظیم می‌شود. تحریک اعصاب سمپاتیک باعث انقباض عضلات شعاعی و افزایش قطر مردمک می‌شود. تحریک اعصاب پاراسمپاتیک، عضلات حلقوی را منقبض و قطر مردمک را کم می‌کند. تصویری که از اشیاء بر روی شبکیه می‌افتد معکوس است؛ ولی مغز با یادگیری تصویر را به صورت طبیعی درک می‌کند. عدسی چشم، کوژ (محدب) است و میزان تحدب و در نتیجه قدرت همگرایی آن تغییر می‌کند تا تصویر بر روی شبکیه باقی بماند. مهم ترین لایه‌ی چشم بر سازوکار بینایی، شبکیه معرفی شده است. این سازوکار که تطابق خوانده می‌شود به کمک عضلات مژگانی صورت می‌گیرد.
هر موجود زنده‌ای برای بقا، تغذیه و تولید مثل نیازمند درک کارآمدی از محیط اطراف خود است و در انسان، بینایی حس غالب به شمار می‌رود که امکان درک نور، رنگ، شکل، حرکت و فاصله را فراهم می‌کند.
درک دیداری توانایی دیدن نور و ساختن تصویری از محیط زیست اطراف است. اگر نوری شناسایی شود اما تصویری شکل نگیرد، این فرایند را «حس کردن نور» می‌نامند. بیشتر مهره‌داران می‌توانند هم با دید در روشنایی (برای روز) و هم با دید در تاریکی (برای شب) ببینند، و معمولاً هر دو نوع دید را دارند. درک دیداری نوری را که از اشیای اطراف بازتاب می‌یابد یا از منابع نوری تابیده می‌شود، در محدودهٔ طیف مرئی تشخیص می‌دهد. این محدوده همان نوری است که برای انسان قابل دیدن است، اما موجودات دیگر اغلب می‌توانند نوری فراتر از این طیف را هم ببینند. نتیجهٔ این فرایند چیزی است که ما آن را «دید» یا «بینایی» می‌نامیم، و واژه‌های «دیداری»، «نوری» و «چشمی» به آن مربوط می‌شوند. بخش‌های گوناگونی از بدن که در این فرایند نقش دارند، به‌طور کلی با عنوان فیزیولوژی دستگاه بینایی شناخته می‌شوند. این موضوع یکی از زمینه‌های پژوهشی مهم در رشته‌هایی مانند زبان‌شناسی، روان‌شناسی، علوم شناختی، علوم اعصاب و زیست‌شناسی مولکولی است، که در مجموع در حوزهٔ بینایی‌شناسی بررسی می‌شود.
مشکل اصلی در درک دیداری این است که آنچه انسان می‌بیند صرفاً ترجمه‌ای مستقیم از محرک‌های شبکیه (یعنی تصویری که بر روی شبکیه تشکیل می‌شود) نیست، بلکه مغز اطلاعات اولیه‌ای را که دریافت می‌کند، دگرگون می‌سازد. به همین دلیل، افرادی که به موضوع ادراک علاقه‌مندند، مدت‌ها تلاش کرده‌اند تا توضیح دهند که پردازش دیداری چه‌گونه عمل می‌کند تا چیزی را که واقعاً دیده می‌شود، پدید آورد.

## بینایی در انسان و جانوران دیگر
موقعیت چشم‌ها روی سر، میدان دید هر گونه را مشخص می‌سازد. برای مثال، انسان با چشمانی که در جلوی سر قرار دارند، میدان دیدی حدود ۱۲۰ درجه دارد، در حالی که اسب با چشمانی که در دو طرف سرش واقع شده‌اند، میدان دید وسیع‌تری دارد اما در مقابل خود یک نقطه کور دارد. خرگوش نیز با میدان دیدی تقریباً ۳۶۰ درجه، توانایی دیدن محیط اطراف خود را به طور کامل دارد. هنرمندانی با ساخت هدست‌هایی که میدان دید حیواناتی چون زرافه و آفتاب‌پرست را شبیه‌سازی می‌کنند، این تفاوت‌ها را به شکل ملموس‌تری به نمایش گذاشته‌اند.
حیوانات مختلف توانایی‌های بینایی ویژه‌ای دارند که انسان فاقد آن‌هاست. پرندگان شکاری مانند کرکس و عقاب از تیزبینی بسیار بالاتری نسبت به انسان برخوردارند. خفاش‌ها با استفاده از سامانه پژواک‌یابی و ارسال امواج فراصوت، تصویری سه‌بعدی و سیاه‌وسفید از محیط می‌سازند و قادر به تشخیص اجسام بسیار نازک هستند. برخی مارها نیز با داشتن اندام‌های حساس به فروسرخ، می‌توانند گرمای بدن طعمه خود را در محیط تشخیص دهند.
درک رنگ نیز میان انسان و حیوانات متفاوت است. چشم انسان با داشتن سه نوع یاخته مخروطی، حدود ۱۵,۰۰۰ سایه رنگ را تشخیص می‌دهد، در حالی که بسیاری از پرندگان با داشتن یک مخروط اضافی، قادر به دیدن طیف فرابنفش هستند که برای انسان نامرئی است. زنبورها نیز دنیا را در طیف‌های سبز، آبی و فرابنفش می‌بینند. علاوه بر این، حشراتی مانند سنجاقک به دلیل توانایی پردازش فریم‌های بسیار بیشتر در ثانیه، حرکت را با دقتی بسیار بالاتر از انسان درک می‌کنند.
نقش مغز در فرآیند بینایی بسیار حیاتی است، زیرا وظیفه تفسیر نهایی اطلاعات بصری را بر عهده دارد. خطاهای دیداری و آزمایش‌هایی مانند "خانه کج" به خوبی نشان می‌دهند که مغز چگونه بر اساس تجربیات و زمینه، اطلاعات را پردازش و گاهی دچار خطا می‌شود.
فناوری‌هایی چون دوربین‌های فرابنفش و فروسرخ به ما اجازه می‌دهند دنیا را از چشم حیوانات ببینیم و ایمپلنت‌های شبکیه (چشم بیونیک) امیدی برای بازگرداندن بینایی به افراد نابینا فراهم کرده‌اند. با این حال، با وجود این پیشرفت‌ها، هنوز فاصله زیادی با توانایی‌های تکامل‌یافته بینایی در دنیای حیوانات وجود دارد.

## پژوهش

### مطالعات اولیه

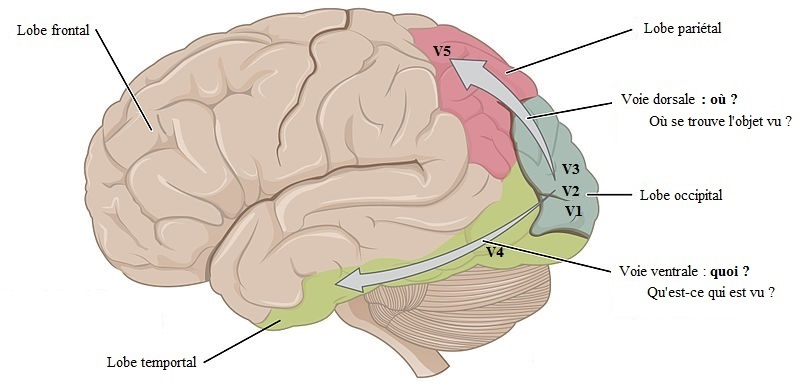
مسیر پشتی دیداری (سبز) و مسیر شکمی دیداری (بنفش) در تصویر نمایش داده شده‌اند. بخش بزرگی از قشر مغز انسان درگیر پردازش بینایی است.

در یونان باستان، دو مکتب اصلی دربارهٔ بینایی وجود داشت که هر یک توضیحی ابتدایی از چگونگی کارکرد بینایی ارائه می‌دادند.
نخست، نظریهٔ «گسیل» بود که باور داشت بینایی زمانی رخ می‌دهد که پرتوهایی از چشم‌ها بیرون می‌آیند و به اشیای دیداری برخورد می‌کنند. اگر شیء به‌طور مستقیم دیده شود، این عمل از طریق «پرتوهایی» است که از چشم‌ها خارج شده و دوباره بر شیء می‌افتند. در مورد تصویر شکسته (منکسر)، نیز دیدن از طریق همان پرتوهایی صورت می‌گیرد که از چشم خارج شده، از هوا عبور کرده و پس از انکسار به شیء برخورد می‌کنند؛ و این برخورد نتیجهٔ حرکت پرتوها از چشم به‌سوی شیء بود. این نظریه توسط پیروان اقلیدس در کتاب «نورشناسی» و بطلمیوس در اثر مشابه حمایت می‌شد.
مکتب دوم، رویکردی به نام «ورود» را مطرح می‌کرد که معتقد بود دیدن از طریق چیزی است که از شیء به‌سوی چشم می‌آید و بازنمایی‌ای از آن شیء را به چشم می‌رساند. نظریه‌پرداز اصلی این دیدگاه، ارسطو در اثر خود «در باب حواس» (De Sensu) بود و پیروان او نیز آن را دنبال کردند. این نظریه در برخی جنبه‌ها با نظریه‌های امروزی دربارهٔ ماهیت واقعی بینایی شباهت‌هایی دارد، اما تنها در حد گمانه‌زنی باقی ماند و فاقد هرگونه پایهٔ تجربی بود. در انگلستان سدهٔ هجدهم، آیزاک نیوتن، جان لاک و دیگران نظریهٔ «ورود» را با این باور ادامه دادند که بینایی فرایندی است که در آن پرتوهایی—که از مادهٔ واقعی تشکیل شده‌اند—از اشیای دیده‌شده بیرون می‌آیند و از طریق روزنهٔ چشم وارد ذهن یا حس‌پذیر بیننده می‌شوند.
هر دو مکتب فکری بر پایهٔ این اصل استوار بودند که «مانند تنها توسط مانند شناخته می‌شود» و بنابراین معتقد بودند که چشم از نوعی «آتش درونی» ساخته شده که با «آتش بیرونی» نور مرئی تعامل می‌کند و به این ترتیب دیدن ممکن می‌شود. افلاطون این نظر را در گفت‌وگوی تیمائوس (بندهای ۴۵ب و ۴۶ب) بیان می‌کند، و امپدوکلس نیز همین را می‌گوید (طبق نقل ارسطو در اثرش De Sensu، قطعهٔ DK frag. B17).

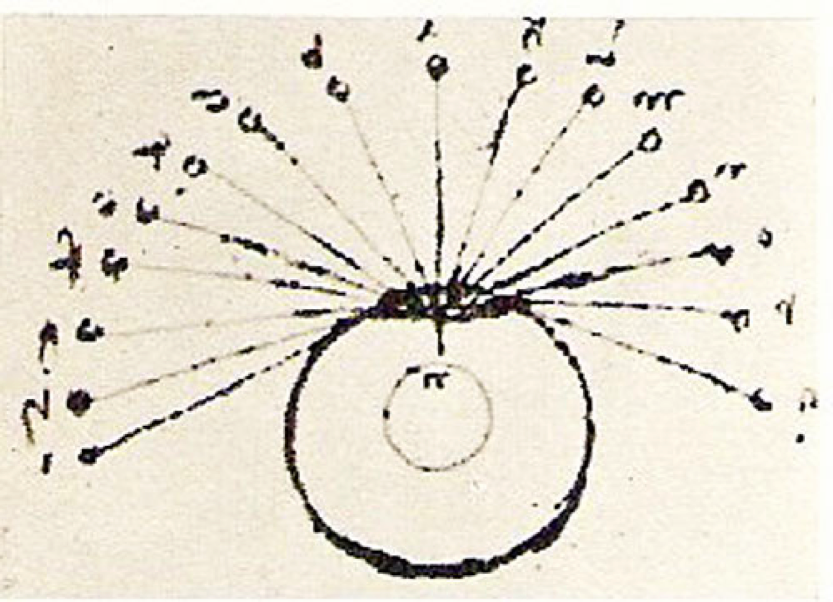
لئوناردو داوینچی نوشته‌است: «چشم دارای یک خط مرکزی است و هر چیزی که از طریق این خط مرکزی به چشم برسد، به‌وضوح دیده می‌شود.»

ابن هیثم (۹۶۵–حدود ۱۰۴۰ میلادی) پژوهش‌ها و آزمایش‌های فراوانی دربارهٔ درک دیداری انجام داد، کارهای بطلمیوس دربارهٔ دید دوچشمی را گسترش داد و بر آثار کالبدشناسی جالینوس نیز شرح و تفسیر نوشت. او نخستین کسی بود که توضیح داد دیدن زمانی رخ می‌دهد که نور به یک شیء برخورد کرده و سپس به‌سوی چشم‌ها بازتاب می‌یابد.
لئوناردو داوینچی (۱۴۵۲–۱۵۱۹) را نخستین کسی می‌دانند که ویژگی‌های نوری خاص چشم انسان را شناسایی کرد. او نوشت: «کارکرد چشم انسان ... توسط نویسندگان بسیاری به‌گونه‌ای مشخص توصیف شده، اما من دریافتم که کاملاً متفاوت است.» مهم‌ترین یافتهٔ تجربی او این بود که تنها در راستای مستقیم دید — یعنی خط بینایی که به گوده مرکزی ختم می‌شود — تصویری واضح و روشن وجود دارد. گرچه او این واژه‌ها را به‌کار نبرد، اما درواقع پایه‌گذار تمایز امروزی میان بینایی گودهای و بینایی پیرامونی است.
آیزاک نیوتن (۱۶۴۲–۱۷۲۶/۲۷) نخستین کسی بود که با آزمایش و تجزیهٔ رنگ‌های جداگانهٔ نور پس از عبور از منشور، دریافت رنگی که از اشیاء دیده می‌شود ناشی از نوع نوری است که آن اشیاء بازتاب می‌دهند، و این رنگ‌های جداشده قابل تغییر به رنگی دیگر نیستند، که این موضوع برخلاف انتظار علمی زمان خودش بود.

### استنتاج ناآگاهانه
نوشتار اصلی: استنتاج ناآگاهانه
هرمان فون هلمهولتز اغلب به‌عنوان نخستین پژوهشگر در مطالعهٔ مدرن درک دیداری شناخته می‌شود. او چشم انسان را بررسی کرد و به این نتیجه رسید که این اندام توانایی تولید تصویر باکیفیت را ندارد. به‌نظر می‌رسید اطلاعات موجود برای ایجاد دید کافی نیست. بنابراین نتیجه گرفت که دیدن فقط می‌تواند نتیجهٔ نوعی «استنتاج ناآگاهانه» باشد — اصطلاحی که او در سال ۱۸۶۷ ابداع کرد. او پیشنهاد داد که مغز با تکیه بر تجربیات گذشته، از داده‌های ناقص فرضیه‌سازی و نتیجه‌گیری می‌کند.
استنتاج، نیازمند تجربهٔ پیشین از جهان است.
نمونه‌هایی از فرض‌هایی که بر پایهٔ تجربهٔ دیداری بنا شده‌اند، عبارت‌اند از:
نور معمولاً از بالا می‌تابد؛
اشیاء معمولاً از پایین دیده نمی‌شوند؛
چهره‌ها به‌صورت ایستاده دیده و شناسایی می‌شوند؛
اشیاء نزدیک می‌توانند جلوی دیدن اشیاء دورتر را بگیرند، اما برعکس آن ممکن نیست؛
شکل‌ها (یعنی اشیای پیش‌زمینه) معمولاً لبه‌های محدب دارند.

مطالعهٔ خطای دید (مواردی که در آن فرایند استنتاج به اشتباه می‌انجامد)، در شناخت این‌که دستگاه بینایی چه نوع فرضیاتی را به‌کار می‌گیرد، اطلاعات ارزشمندی در اختیار ما گذاشته‌است.
نوع دیگری از فرضیه‌های «استنتاج ناآگاهانه» که بر پایهٔ احتمال‌ها است، در مطالعات اخیر موسوم به پژوهش‌های بِیزی دربارهٔ درک دیداری دوباره مطرح شده‌است. طرفداران این رویکرد معتقدند که سامانهٔ بینایی نوعی استنباط بیزی انجام می‌دهد تا از داده‌های حسی، ادراک بسازد. با این‌حال، هنوز مشخص نیست که این دیدگاه در عمل چگونه احتمال‌های مربوط را که در معادلهٔ بیزی لازم‌اند، به‌دست می‌آورد. مدل‌هایی که بر این ایده استوارند برای توصیف عملکردهای گوناگون ادراک دیداری به‌کار رفته‌اند، مانند ادراک حرکت، درک عمق، و شکل و زمینه.
رویکردی نزدیک و تازه‌تر به نام «نظریهٔ کاملاً تجربی ادراک» نیز وجود دارد که سعی می‌کند ادراک دیداری را بدون توسل مستقیم به صورت‌بندی‌های بیزی توضیح دهد.

### نظریهٔ گشتالت
نوشتار اصلی: گشتالت
روان‌شناسان گشتالت که عمدتاً در دهه‌های ۱۹۳۰ و ۱۹۴۰ فعالیت می‌کردند، بسیاری از پرسش‌های پژوهشی‌ای را مطرح کردند که امروزه مورد توجه دانشمندان حوزهٔ بینایی قرار دارند.
قوانین سازمان‌یابی گشتالت راهنمای بررسی این بوده‌اند که انسان‌ها چگونه اجزای دیداری را نه به‌صورت بخش‌های جداگانه، بلکه به‌شکل الگوها یا کل‌های منسجم ادراک می‌کنند. واژهٔ «گشتالت» در زبان آلمانی تا اندازه‌ای به‌معنای «طرح یا پیکربندی» و همچنین «کل یا ساختار پدیدار» است.
بر پایهٔ این نظریه، هشت عامل اصلی وجود دارد که تعیین می‌کنند دستگاه بینایی چگونه به‌طور خودکار اجزای دیداری را در قالب الگوها گروه‌بندی می‌کند: نزدیکی اجزا به یک‌دیگر، همانندی آن‌ها در شکل یا رنگ، تمایل ذهن به بستن فضاهای ناقص، تقارن در ساختار، حرکت مشترک عناصر، پیوستگی خطوط یا مسیرها، ترجیح الگوهای ساده، منظم و خوش‌ساخت، و همچنین تأثیر تجربه‌های پیشین در ادراک.

### تحلیل حرکت چشم
نگاه کنید به: حرکت چشم

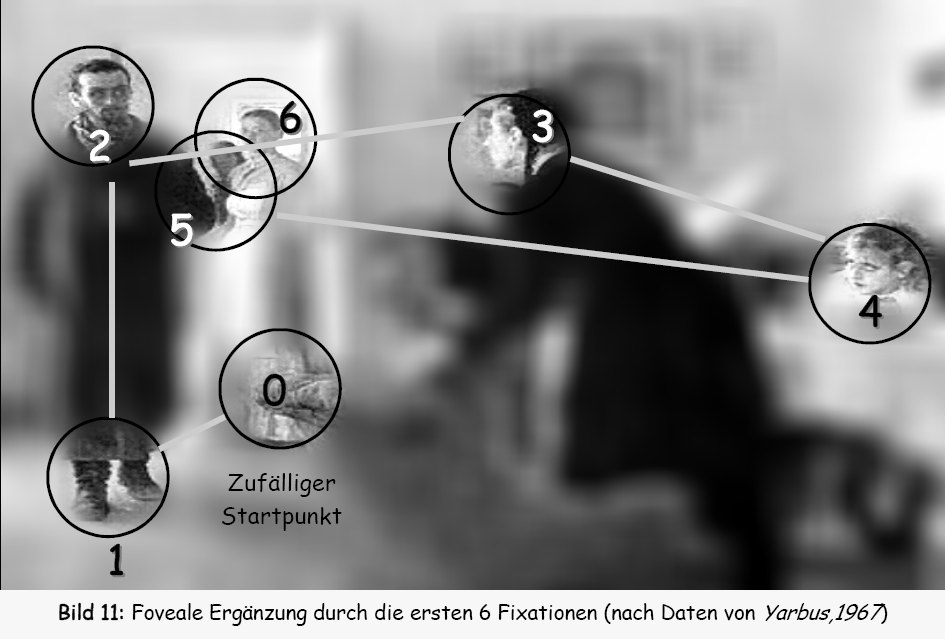
حرکت چشم در دو ثانیه اول (یاربوس, ۱۹۶۷)

در دههٔ ۱۹۶۰، پیشرفت‌های فنی امکان ثبت پیوستهٔ حرکت چشم را در هنگام خواندن، دیدن تصاویر، و بعدها در حل مسئله‌های دیداری فراهم کرد. پس از ورود دوربین‌های قابل نصب روی سر، این امکان حتی در هنگام رانندگی نیز فراهم شد.
تصویری که در سمت راست دیده می‌شود، نشان می‌دهد که در دو ثانیهٔ نخست بازرسی دیداری چه رخ می‌دهد. در حالی‌که پس‌زمینه تار است و نمایانگر دید پیرامونی است، نخستین حرکت چشم به سوی چکمه‌های مرد می‌رود (تنها به این دلیل که نزدیک نقطهٔ آغاز تثبیت دید هستند و کنتراست مناسبی دارند). حرکت‌های چشم وظیفهٔ توجه را بر عهده دارند، یعنی انتخاب بخشی از همهٔ ورودی‌های دیداری برای پردازش عمیق‌تر در مغز.
در ادامه، تثبیت‌های بعدی چشم از یک چهره به چهره‌ای دیگر می‌پرند. این روند حتی ممکن است امکان مقایسهٔ میان چهره‌ها را فراهم کند.
می‌توان نتیجه گرفت که نماد چهره، در میدان دید پیرامونی، یک نقطهٔ جلب‌توجه قوی به‌شمار می‌آید. دید مرکزی در گوده مرکزی نیز اطلاعات جزئی‌تری به برداشت اولیهٔ پیرامونی می‌افزاید.
همچنین باید اشاره کرد که گونه‌های گوناگونی از حرکت چشم وجود دارد: حرکات تثبیتی چشم (شامل میکروساکادها، رانش چشم و لرزش)، حرکات همگرا، حرکات جهشی، و حرکات پیگردی.
تثبیت‌ها نقاطی نسبتاً ایستا هستند که چشم در آن‌ها توقف می‌کند، اما چشم هیچ‌گاه کاملاً بی‌حرکت نیست و موقعیت نگاه اندکی جابه‌جا می‌شود. این جابه‌جایی‌ها با میکروساکادها (حرکات تثبیتی بسیار کوچک) اصلاح می‌شوند.
حرکات همگرا به همکاری هر دو چشم برای تمرکز تصویر بر ناحیه‌ای یکسان در هر دو شبکیه مربوط می‌شوند و در نتیجه تصویری واحد و متمرکز تولید می‌شود.
حرکت جهشی چشم نوعی از حرکت چشم است که به‌صورت پرشی از نقطه‌ای به نقطهٔ دیگر انجام می‌شود و برای پیمایش سریع یک صحنه یا تصویر کاربرد دارد.
در پایان، حرکت پیگردی نوعی حرکت نرم و روان چشم است که برای دنبال‌کردن اجسام متحرک به‌کار می‌رود.

### تشخیص چهره و اشیا
شواهد فراوانی وجود دارد که نشان می‌دهند تشخیص چهره و اشیا از طریق سامانه‌های متفاوتی در مغز انجام می‌شود. برای نمونه، بیماران دچار ادراک‌پریشی چهره‌ای در تشخیص چهره دچار ناتوانی‌اند ولی در تشخیص اشیا مشکلی ندارند؛ در مقابل، بیماران دچار ادراک‌پریشی (مانند بیمار مشهور C.K.) در تشخیص اشیا دچار مشکل‌اند اما توانایی تشخیص چهره را حفظ کرده‌اند. از دید رفتاری نیز نشان داده شده که چهره‌ها — برخلاف اشیا — در برابر وارونگی حساسیت دارند و همین امر به این ادعا انجامیده که چهره‌ها "ویژه" هستند.
همچنین مشخص شده که پردازش چهره و شیء، سامانه‌های عصبی متفاوتی را درگیر می‌کند. برخی معتقدند که این تخصصی‌سازی ظاهری مغز برای پردازش چهره، در واقع بازتاب نوعی فرایند عمومی‌تر برای تشخیص سطح‌بالا درون یک گروه از محرک‌هاست و نه یک ویژگی اختصاصی؛ هرچند این دیدگاه موضوع بحث‌های فراوانی است. با استفاده از تصویربرداری اف‌ام‌آر‌آی و ثبت فعالیت الکتریکی مغز، دوریس تسائو و همکارانش نواحی مغزی و سازوکارهایی را برای ادراک چهره در میمون‌های ماکاک توصیف کرده‌اند.
قشر زیرگیجگاهی نقشی کلیدی در تشخیص و تمایز اشیای گوناگون دارد. پژوهشی از مؤسسه فناوری ماساچوست (MIT) نشان داده که بخش‌هایی از این ناحیهٔ مغز مسئول تشخیص اشیای خاصی هستند. با خاموش‌کردن گزینشی فعالیت‌های عصبی در بخش‌های کوچک متعددی از قشر مغز، حیوان توانایی تمایز میان جفت‌های خاصی از اشیا را از دست می‌دهد. این نشان می‌دهد که قشر زیرگیجگاهی به بخش‌هایی تقسیم شده که هرکدام به ویژگی‌های دیداری خاصی پاسخ می‌دهند. به‌طور مشابه، برخی نواحی خاص از این قشر بیشتر در پردازش چهره درگیرند تا پردازش سایر اشیا.
برخی پژوهش‌ها نشان داده‌اند که مغز انسان، به‌جای استفاده از تصویر کلی و یکنواخت، بیشتر بر ویژگی‌ها و نواحی خاص و مهم یک شیء برای تشخیص آن تکیه می‌کند. بر این پایه، بینایی انسان در برابر تغییرات جزئی در تصویر، مانند برهم‌زدن لبه‌های شیء، تغییر بافت یا هرگونه دگرگونی کوچک در ناحیه‌ای کلیدی از تصویر، آسیب‌پذیر است.
پژوهش‌هایی روی افرادی که پس از دوره‌ای طولانی از نابینایی، بینایی‌شان بازیافته‌اند، نشان می‌دهد که آن‌ها الزاماً قادر به تشخیص چهره‌ها و اشیا نیستند (درحالی‌که رنگ، حرکت و اشکال ساده را می‌توانند تشخیص دهند). برخی بر این باورند که نابینا بودن در دوران کودکی باعث می‌شود برخی از بخش‌های دستگاه بینایی که برای این توانایی‌های سطح‌بالا ضروری‌اند، به‌درستی رشد نکنند.
باور رایج این بود که دوره بحرانی رشد بینایی تا حدود ۵ یا ۶ سالگی ادامه دارد، اما یک مطالعه در سال ۲۰۰۷ این باور را به چالش کشید و نشان داد که حتی بیماران مسن‌تر نیز می‌توانند این توانایی‌ها را با تمرین در طی چند سال به‌دست آورند.

### رویکردهای شناختی و رایانشی
در دههٔ ۱۹۷۰، دیوید مار نظریه‌ای چندلایه دربارهٔ بینایی ارائه داد که فرایند بینایی را در سطوح گوناگونی از انتزاع تحلیل می‌کرد. او برای تمرکز بر فهم مسائل خاص در بینایی، سه سطح تحلیل را مشخص کرد: سطح رایانشی، سطح الگوریتمی و سطح پیاده‌سازی. بسیاری از پژوهشگران حوزهٔ بینایی، از جمله توماسو پوجیو، این سطوح تحلیل را پذیرفتند و از آن‌ها برای شناخت بهتر بینایی از منظر رایانشی بهره گرفتند.
سطح رایانشی، در بالاترین سطح انتزاع، مسائلی را بررسی می‌کند که دستگاه بینایی باید بر آن‌ها غلبه کند. سطح الگوریتمی، راهبردهایی را که ممکن است برای حل این مسائل به‌کار روند، شناسایی می‌کند. در نهایت، سطح پیاده‌سازی بررسی می‌کند که راه‌حل‌ها چگونه از طریق سامانه‌های عصبی در مغز اجرا می‌شوند.
مار پیشنهاد داد که می‌توان هر یک از این سطوح را به‌طور مستقل مورد بررسی قرار داد. او فرایند بینایی را به‌صورت تبدیل آرایه‌ای دوبُعدی از تصویر (روی شبکیه) به توصیفی سه‌بُعدی از جهان شرح داد. مراحل بینایی در نظریهٔ او شامل موارد زیر بود:
طرح ابتدایی دوبُعدی از صحنه که بر پایهٔ استخراج ویژگی‌هایی مانند لبه‌ها، ناحیه‌ها و مؤلفه‌های بنیادین صحنه ساخته می‌شود. این مرحله مفهومی شبیه طراحی سریع با مداد است که هنرمند برای ثبت برداشت کلی خود از صحنه انجام می‌دهد.
طرح ۲٫۵ بعدی از صحنه که در آن، بافت‌ها، سطوح و اطلاعات نیمه‌عمقی لحاظ می‌شود. این مرحله همانند زمانی است که هنرمند با سایه‌روشن دادن به نواحی مختلف، عمق را برجسته می‌سازد.
مدل سه‌بُعدی پیوسته، که صحنه را در قالب نقشه‌ای کامل و سه‌بُعدی بازنمایی می‌کند.

طرح ۲٫۵ بعدی مار بر این فرض استوار بود که نقشه‌ای از عمق ساخته می‌شود و این نقشه پایهٔ درک هندسه فضایی و شکل‌های سه‌بُعدی است. اما مشاهدات تجربی از ادراک استریوسکوپی، تصویری و دید تک‌چشمی نشان می‌دهند که درک شکل‌های سه‌بُعدی پیش از ادراک عمق نقاط رخ می‌دهد و به آن وابسته نیست. هنوز مشخص نیست که چنین نقشهٔ ابتدایی از عمق چگونه ساخته می‌شود و این موضوع چگونه می‌تواند مسئلهٔ سازمان‌یافتگی شکل و پس‌زمینه یا گروه‌بندی عناصر را حل کند.
نقش محدودیت‌های سازمان‌دهندهٔ ادراکی که در نظریهٔ مار نادیده گرفته شده‌اند، در تولید ادراک‌های شکل‌های سه‌بعدی از اجسام سیمی دوبُعدی که به‌صورت دوچشمی دیده می‌شوند، به‌طور تجربی نشان داده شده‌است. برای بررسی تفصیلی این موضوع، به اثر پیزلو (۲۰۰۸) مراجعه کنید.
چارچوب جایگزین و تازه‌تری پیشنهاد می‌کند که بینایی از سه مرحله تشکیل شده‌است: رمزگذاری، انتخاب و رمزگشایی.
رمزگذاری به معنای نمونه‌برداری و بازنمایی ورودی‌های دیداری است (برای نمونه، تبدیل ورودی‌های دیداری به فعالیت‌های عصبی در شبکیه).
مرحلهٔ انتخاب — یا همان توجه — به معنای انتخاب بخشی بسیار کوچک از اطلاعات ورودی برای پردازش بیشتر است؛ مانند حرکت نگاه به سوی یک شیء یا نقطهٔ دیداری خاص برای پردازش بهتر نشانه‌های دیداری در آن نقطه.
در مرحلهٔ رمزگشایی، مغز ورودی‌های منتخب را تفسیر یا شناسایی می‌کند؛ مثلاً تشخیص می‌دهد که شیء مرکز دید، چهرهٔ یک فرد است.
در این چارچوب، فرایند توجه از قشر بینایی اولیه در مسیر بینایی آغاز می‌شود و محدودیت‌های توجه باعث تفکیک میدان دید مرکزی و پیرامونی در روند شناسایی یا رمزگشایی دیداری می‌شوند.

### ترارسانی
نوشتار اصلی: ترارسانی نوری بینایی
ترارسانی فرایندی است که در آن، انرژی ناشی از محرک‌های محیطی به فعالیت عصبی تبدیل می‌شود. شبکیه سه لایهٔ سلولی مختلف دارد: لایهٔ گیرنده‌های نوری، لایهٔ سلول‌های دوقطبی و لایهٔ سلول‌های گانگلیونی. لایهٔ گیرنده‌های نوری که در آن ترارسانی رخ می‌دهد، دورترین لایه نسبت به عدسی چشم است. این لایه شامل گیرنده‌های نوری‌ای با حساسیت‌های متفاوت به نام سلول‌های استوانه‌ای و مخروطی است. سلول‌های مخروطی مسئول درک رنگ‌ها هستند و به سه نوع مختلف تقسیم می‌شوند: قرمز، سبز و آبی. سلول‌های استوانه‌ای نیز مسئول درک اشیا در نور کم هستند.
گیرنده‌های نوری حاوی ماده‌ای شیمیایی به نام رنگ‌دانهٔ نوری هستند که در غشای لاملا جای دارد؛ هر سلول استوانه‌ای انسان حدود ۱۰ میلیون مولکول رنگ‌دانه دارد. هر رنگ‌دانهٔ نوری از دو بخش تشکیل شده‌است: اپسین (یک پروتئین) و شبکیه‌ای (یک لیپید). سه نوع مشخص از رنگ‌دانه‌های نوری وجود دارند که هر یک به طول‌موج خاصی از نور حساس‌اند و به نوری در محدودهٔ طیف مرئی واکنش نشان می‌دهند.
زمانی که طول‌موج مناسب با حساسیت یک رنگ‌دانه به گیرنده برخورد می‌کند، رنگ‌دانه تجزیه می‌شود و این تجزیه، سیگنالی به سلول‌های دوقطبی می‌فرستد. این سلول‌ها نیز سیگنالی به سلول‌های گانگلیونی می‌فرستند؛ آکسون‌های این سلول‌ها عصب بینایی را تشکیل می‌دهند که اطلاعات را به مغز منتقل می‌کند.
اگر یکی از انواع سلول‌های مخروطی به دلیل ناهنجاری ژنتیکی وجود نداشته باشد یا به‌درستی عمل نکند، فرد دچار کوررنگی یا نارسایی در درک رنگ‌ها خواهد شد.

### فرایند تقابل‌محور (Opponent Process)
ترارسانی شامل پیام‌های شیمیایی است که از گیرنده‌های نوری به سلول‌های دوقطبی و سپس به سلول‌های گانگلیونی ارسال می‌شوند. چند گیرندهٔ نوری ممکن است اطلاعات خود را به یک سلول گانگلیونی بفرستند. دو نوع سلول گانگلیونی وجود دارد: قرمز/سبز و زرد/آبی. این نورون‌ها حتی در حالت تحریک‌نشده نیز به‌طور پیوسته سیگنال تولید می‌کنند. مغز زمانی تصویر و رنگ را درک می‌کند که نرخ سیگنال‌دهی این نورون‌ها تغییر کند.
نور قرمز، سلول مخروطی قرمز را تحریک می‌کند و این سلول نیز به‌نوبهٔ خود سلول گانگلیونی قرمز/سبز را تحریک می‌کند. به همین ترتیب، نور سبز سلول مخروطی سبز را تحریک کرده و آن هم سلول گانگلیونی سبز/قرمز را تحریک می‌کند. نور آبی نیز سلول مخروطی آبی را فعال کرده و سلول گانگلیونی آبی/زرد را تحریک می‌کند.
نرخ سیگنال‌دهی سلول گانگلیونی زمانی افزایش می‌یابد که توسط یکی از سلول‌های مخروطی فعال شود، و زمانی کاهش می‌یابد (مهار می‌شود) که توسط سلول مخروطی دیگر تحریک شود. اولین رنگ در نام سلول گانگلیونی رنگی است که آن را تحریک می‌کند، و رنگ دوم همان است که آن را مهار می‌کند. به‌عبارت دیگر، سلول مخروطی قرمز سلول گانگلیونی قرمز/سبز را تحریک می‌کند، در حالی که سلول سبز آن را مهار می‌کند. این همان فرایند تقابل‌محور است. اگر نرخ فعالیت سلول قرمز/سبز افزایش یابد، مغز درک می‌کند که نور قرمز است؛ و اگر این نرخ کاهش یابد، مغز درک می‌کند که نور سبز بوده‌است.

### ادراک دیداری مصنوعی
نظریه‌ها و مشاهدات مربوط به درک دیداری الهام‌بخش اصلی در توسعهٔ بینایی رایانه‌ای (که با نام‌های دید ماشینی یا بینایی محاسباتی نیز شناخته می‌شود) بوده‌اند. ساختارهای سخت‌افزاری ویژه و الگوریتم‌های نرم‌افزاری این امکان را برای ماشین‌ها فراهم کرده‌اند تا تصاویر دریافت‌شده از دوربین یا حسگرها را تفسیر کنند.